# Vesna Šouc
 (mai 2025).
La mise en forme du texte ne suit pas les recommandations de Wikipédia : il faut le « wikifier ».
Les points d'amélioration suivants sont les cas les plus fréquents :
- Les titres sont pré-formatés par le logiciel. Ils ne sont ni en capitales, ni en gras.
- Le texte ne doit pas être écrit en capitales (les noms de famille non plus), ni en gras, ni en italique, ni en « petit »…
- Le gras n'est utilisé que pour surligner le titre de l'article dans l'introduction, une seule fois.
- L'italique est rarement utilisé : mots en langue étrangère, titres d'œuvres, noms de bateaux, etc.
- Les citations ne sont pas en italique mais en corps de texte normal. Elles sont entourées par des guillemets français : « et ».
- Les listes à puces sont à éviter, des paragraphes rédigés étant largement préférés. Les tableaux sont à réserver à la présentation de données structurées (résultats, etc.).
- Les appels de note de bas de page (petits chiffres en exposant, introduits par l'outil «  Source ») sont à placer entre la fin de phrase et le point final[comme ça].
- Les liens internes (vers d'autres articles de Wikipédia) sont à choisir avec parcimonie. Créez des liens vers des articles approfondissant le sujet. Les termes génériques sans rapport avec le sujet sont à éviter, ainsi que les répétitions de liens vers un même terme.
- Les liens externes sont à placer uniquement dans une section « Liens externes », à la fin de l'article. Ces liens sont à choisir avec parcimonie suivant les règles définies. Si un lien sert de source à l'article, son insertion dans le texte est à faire par les notes de bas de page.
- La présentation des références doit suivre les conventions bibliographiques. Il est recommandé d'utiliser les modèles {{Ouvrage}}, {{Chapitre}}, {{Article}}, {{Lien web}} et/ou {{Bibliographie}}. Le mode d'édition visuel peut mettre en forme automatiquement les références.
- Insérer une infobox (cadre d'informations à droite) n'est pas obligatoire pour parachever la mise en page.

Pour une aide détaillée, merci de consulter Aide:Wikification.
Si vous pensez que ces points ont été résolus, vous pouvez retirer ce bandeau et améliorer la mise en forme d'un autre article.
 (mai 2025).
Vesna Šouc est une cheffe d'orchestre et pédagogue musicale serbe. Sa carrière est marquée par une direction réussie d'ensembles symphoniques, d'opéra, de ballet, de comédies musicales et de chœurs, ainsi que par un travail pédagogique dévoué à la Faculté de musique de Belgrade, où elle est professeure titulaire et cheffe du département de direction d'orchestre.
La carrière de Vesna Šouc représente une interaction continue entre sa pratique d'interprète et ses activités pédagogiques. L'expérience acquise sur le podium de chef d'orchestre enrichit directement son travail avec les étudiants, tandis que son travail pédagogique la maintient en contact permanent avec les nouvelles générations. Simultanément, elle est active en tant que cheffe d'orchestre dans trois importants théâtres de Belgrade : le Théâtre national de Belgrade, l'Opéra et théâtre Madlenianum et le Théâtre de Terazije. Au cours de ses décennies de carrière, elle a donné des centaines de concerts et dirigé plus de deux mille représentations théâtrales.

## Jeunesse, environnement familial et formation
Vesna Šouc est née à Zemun, dans une famille de musiciens renommée. Son père, Mirko Šouc, était un éminent musicien de jazz serbe – compositeur, arrangeur, chef d'orchestre, pianiste, vibraphoniste et soliste vocal. Vesna Šouc souligne que son père et la professeure Darinka Matić Marović ont été ses plus grands modèles.
Elle a reçu sa formation musicale formelle à la Faculté de musique de Belgrade. Elle a d'abord obtenu son diplôme du Département de pédagogie musicale en octobre 1989, puis du Département de direction d'orchestre en décembre 1990. Pour son examen final de direction (un concert public), elle a reçu le Prix du Fonds "Petar Milošević" en tant que meilleure étudiante de cette année-là (1990). Elle a obtenu sa maîtrise en direction d'orchestre en mars 1993, dans la classe de la professeure émérite Darinka Matić Marović. Le sujet de sa thèse de maîtrise était "Éléments du style musical de Francis Poulenc à travers les exemples des concerts 'Champêtre' et du Concerto pour deux pianos et orchestre en ré mineur".

## Construction d'une carrière de cheffe d'orchestre: engagements clés et réalisations
Au cours de sa carrière, Vesna Šouc a dirigé plus de deux mille représentations théâtrales (opéra, ballet, comédie musicale).

### Activité théâtrale

#### Théâtre national de Belgrade
Vesna Šouc est cheffe d'orchestre permanente de l'Opéra du Théâtre national de Belgrade. Auparavant, elle a également exercé la fonction de cheffe de chœur de l'Opéra du Théâtre National.
| Titre                 | Compositeur/Auteur de la musique | Type   | Année/Période | Note                                                                  | Source |
| --------------------- | -------------------------------- | ------ | ------------- | --------------------------------------------------------------------- | ------ |
| L'Italienne à Alger   | Gioachino Rossini                | Opéra  | 2016          | Reprise ; cheffe d'orchestre lors de la représentation du 22 mai 2016 | [ 5 ]  |
| La Reine Margot       | Goran Bregović                   | Ballet |               | Cheffe d'orchestre                                                    | [ 6 ]  |
| La Dame aux camélias  | Giuseppe Verdi / arr.            | Ballet |               | Cheffe d'orchestre                                                    | [ 7 ]  |
| Le Barbier de Séville | Gioachino Rossini                | Opéra  | 2019          | Mentionnée dans les critiques                                         | [ 8 ]  |
| Suton (Crépuscule)    | Stevan Hristić                   | Opéra  | 2016          | Première, mentionnée dans les critiques                               | [ 8 ]  |

#### Opéra et Théâtre Madlenianum
À l'Opéra et théâtre Madlenianum, Vesna Šouc est engagée comme cheffe d'orchestre permanente, et pendant une période, elle a également été la cheffe d'orchestre principale de cette maison. Elle a reçu la Charte pour sa contribution artistique exceptionnelle et de longue date à l'Opéra et Théâtre Madlenianum en 2019.
| Titre             | Compositeur/Auteur                                                     | Type             | Année/Période  | Note                                                 | Source |
| ----------------- | ---------------------------------------------------------------------- | ---------------- | -------------- | ---------------------------------------------------- | ------ |
| Company           | Stephen Sondheim (musique et paroles), George Furth (livret)           | Comédie musicale |                | Cheffe d'orchestre                                   | [ 10 ] |
| Mandragola        | Ivan Jevtic (musique), Vesna Miladinović (livret d'après N. Machiavel) | Opéra comique    | 2009           | Première mondiale le 16 décembre 2009                | [ 11 ] |
| La Veuve joyeuse  | Franz Lehár                                                            | Opérette         | 2020           | Première en février 2020                             | [ 9 ]  |
| La Vie parisienne | Jacques Offenbach                                                      | Opérette         | 2022 (annoncé) | Cheffe d'orchestre à la première le 1er octobre 2022 | [ 12 ] |

#### Théâtre de Terazije
Au Théâtre de Terazije, Vesna Šouc occupe le poste de directrice musicale, c'est-à-dire de cheffe d'orchestre principale. Pour son travail, elle a reçu le Prix Annuel pour la première de la comédie musicale Le Fantôme de l'Opéra en 2017, ainsi que le Prix Annuel du Théâtre de Terazije en 2016. Elle a dirigé la comédie musicale The Drowsy Chaperone (titre original, en serbe Brodvejske vragolije), pour l'interprétation orchestrale de laquelle elle a reçu les éloges de l'auteure Lisa Lambert.
| Titre                 | Compositeur/Auteur                                                                   | Année/Période | Note                                                  | Source |
| --------------------- | ------------------------------------------------------------------------------------ | ------------- | ----------------------------------------------------- | ------ |
| Le Fantôme de l'Opéra | Andrew Lloyd Webber                                                                  | 2017          | Première primée                                       | [ 3 ]  |
| The Drowsy Chaperone  | Lisa Lambert, Greg Morrison (musique et paroles) ; Bob Martin, Don McKellar (livret) | 2019          | Éloges de l'auteure pour l'interprétation orchestrale | [ 13 ] |

#### Théâtre national serbe de Novi Sad
Vesna Šouc est également engagée comme cheffe d'orchestre au Théâtre national serbe à Novi Sad.

### Activité symphonique, concertante et chorale
Elle a donné plus de six cents concerts. Elle a dirigé tous les orchestres symphoniques de Serbie et a dirigé l'Orchestre symphonique de la Faculté de musique de Belgrade. Elle a collaboré avec de nombreux ensembles de chambre, dont l'Orchestre de chambre de Belgrade "Dušan Skovran", les Cordes de Saint-Georges, l'Orchestre de chambre de la RTS, l'Orchestre de chambre de Novi Sad et l'Orchestre de chambre de l'École des talents musicaux de Ćuprija.
Sa carrière internationale comprend des représentations dans des lieux tels que la Salle Gaveau à Paris et le Théâtre Alexandrinski à Saint-Pétersbourg. Elle a dirigé des orchestres étrangers renommés : l'Orchestre philharmonique de Riga (Lettonie), l'Orchestre symphonique MATÁV de Budapest (Hongrie), l'Orchestre symphonique de Szeged (Hongrie), l'Orchestre symphonique présidentiel d'Ankara (CSO, Turquie), l'Orchestre symphonique d'Istanbul (Turquie), l'Orchestre symphonique de Bursa (Turquie), l'Orchestre philharmonique de Sarajevo (Bosnie-Herzégovine), l'Orchestre philharmonique de Banja Luka (Bosnie-Herzégovine) et l'Orchestre symphonique du Festival de Narni (Italie). Elle s'est produite en France, Allemagne, Russie, Italie, Danemark, Suisse, Lettonie, Grèce, Slovaquie, Canada, Turquie, Hongrie, Slovénie, Croatie, Republika Srpska, Bosnie-Herzégovine, Macédoine du Nord et Espagne.
Dans le domaine de la direction chorale, elle a été fondatrice et cheffe des chœurs "Branko Radičević" et "Belcanto", et a également dirigé le chœur "Lola".

### Politique de répertoire et expression artistique
Le répertoire de Vesna Šouc comprend des œuvres du patrimoine classique mondial, ainsi que des œuvres d'auteurs contemporains, y compris un grand nombre de premières. Parmi les exemples, citons la première mondiale de l'opéra comique "Mandragola" d'Ivan Jevtić et la première serbe d'une œuvre d'Alfred Schnittke en collaboration avec la violoniste Mina Mendelson.
La philosophie artistique de Vesna Šouc souligne qu'"un chef d'orchestre n'existe pas sans un ensemble", mettant en évidence l'importance du travail d'équipe et de la confiance mutuelle. Elle perçoit la musique comme un "langage universel qui suscite des émotions". Les critiques soulignent souvent sa "gestuelle gracieuse et rythmique", son "aisance captivante", sa capacité à "tout maîtriser avec une baguette magique", son "ton défini et profondément musical", ainsi que sa "forte crédibilité artistique et son charme extrême".

## Contribution pédagogique

### Faculté de musique de Belgrade
Vesna Šouc est professeure titulaire au Département de direction d'orchestre de la Faculté de musique de Belgrade et cheffe de ce département.

### Cours magistraux
Elle a été professeure invitée à l'Université Bilgi d'Istanbul (Turquie) et à l'Académie des Arts de Banja Luka (Republika Srpska).

## Discographie et enregistrements permanents

### Publications CD
Vesna Šouc a enregistré six CD, dont trois ont été publiés par des labels étrangers.
| Titre de l'album/Description                                       | Orchestre                            | Solistes                                                           | Œuvres clés au programme | Producteur/Label                 | Année | Source |
| ------------------------------------------------------------------ | ------------------------------------ | ------------------------------------------------------------------ | --- | -------------------------------- | ----- | ------ |
| Musique d'Ivan Jevtić                                              | Orchestre de chambre de Novi Sad     | Eric Aubier (trompette), Snežana Savičić (soprano)                 | "Que le jour est beau", "Eissplitter", 11 poèmes d'Irène Speiser                                                                 | Mandala - Harmonia Mundi (Paris) | 2003  | [ 15 ] |
| Concert avec l'Orchestre philharmonique de Belgrade (en direct)    | Orchestre philharmonique de Belgrade | Konstantin Bogino (piano), Paavali Jumppanen (piano)               | J. Sibelius - Finlandia Op. 26, F. Poulenc - Concerto pour deux pianos et orchestre en ré mineur, G. Gershwin - Rhapsody in Blue | NATAN (Belgrade)                 | 1999  | [ 15 ] |
| Concert de Gala d'Opéra avec l'Orch. Symph. d'Istanbul (en direct) | Orchestre symphonique d'Istanbul     | Eglise Gutiérrez, Burak Bilgili, Şenol Talinli, Özay et Önay Günay | Concert de Gala d'Opéra | Orchestre symphonique d'Istanbul | 2005  | [ 15 ] |

### Enregistrements permanents pour les médias
Elle a réalisé de nombreux enregistrements permanents pour des programmes de radio et de télévision nationaux et étrangers. Son site officiel répertorie des enregistrements de concerts avec l'Orchestre symphonique de la RTS, l'Orchestre de chambre "Dušan Skovran", l'Orchestre symphonique de la FMU, l'Orchestre symphonique de Bursa, l'Orchestre symphonique d'Istanbul, ainsi que des enregistrements vidéo pour la Radio-Télévision de Serbie (concerts, opéra "Le Garçon sans peur").

## Prix, distinctions et réception critique
| Nom du prix/distinction                                                  | Année | Institution/Justification                                                                  | Source |
| ------------------------------------------------------------------------ | ----- | ------------------------------------------------------------------------------------------ | ------ |
| Charte pour une contribution artistique exceptionnelle et de longue date | 2019  | Opéra et Théâtre Madlenianum                                                               | [ 3 ]  |
| Prix Annuel du Théâtre de Terazije                                       | 2017  | Pour la première de la comédie musicale Le Fantôme de l'Opéra                              | [ 3 ]  |
| Prix Annuel du Théâtre de Terazije                                       | 2016  |                                                                                            | [ 3 ]  |
| Plaque d'Argent de l'Université des Arts                                 | 2004  | Université des arts de Belgrade                                                            | [ 3 ]  |
| Insigne d'Or de la Communauté culturelle et éducative de Serbie          | 1995  | Communauté culturelle et éducative de Serbie                                               | [ 3 ]  |
| Prix d'Octobre de la Ville de Zemun                                      | 1992  | Pour ses réalisations dans le domaine de la musique                                        | [ 3 ]  |
| Prix d'Octobre (étudiant) de la Ville de Belgrade                        | 1992  | Pour des réalisations exceptionnelles et une activité de concert en Serbie et à l'étranger | [ 3 ]  |
| Prix du Fonds "Petar Milošević"                                          | 1990  | Pour le meilleur examen final de direction – concert                                       | [ 3 ]  |

Les concerts et les représentations théâtrales de Vesna Šouc sont régulièrement accompagnés de critiques exceptionnellement positives.